# Axenstrasse

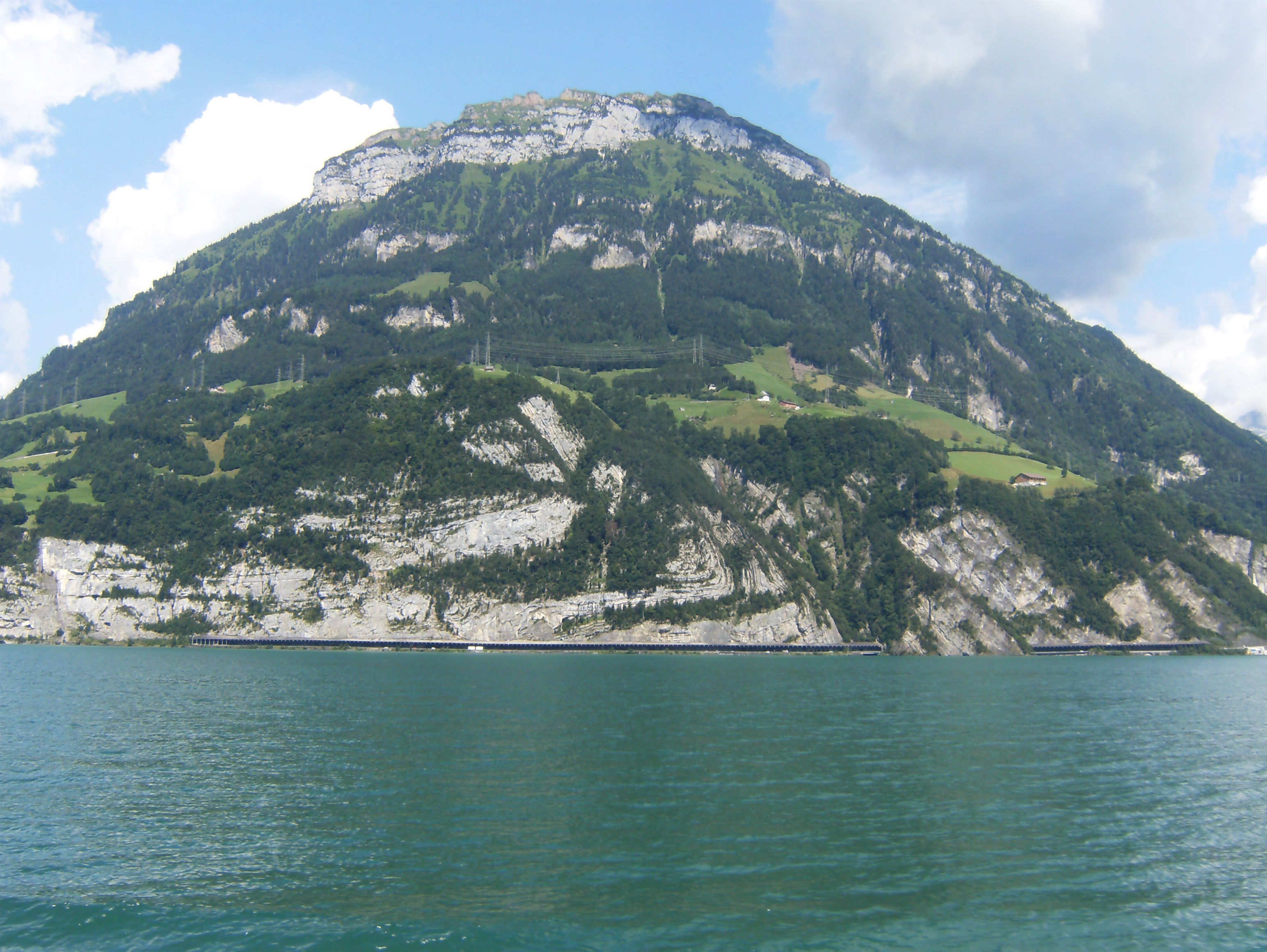
Die Axenstrasse unterhalb des Fronalpstocks

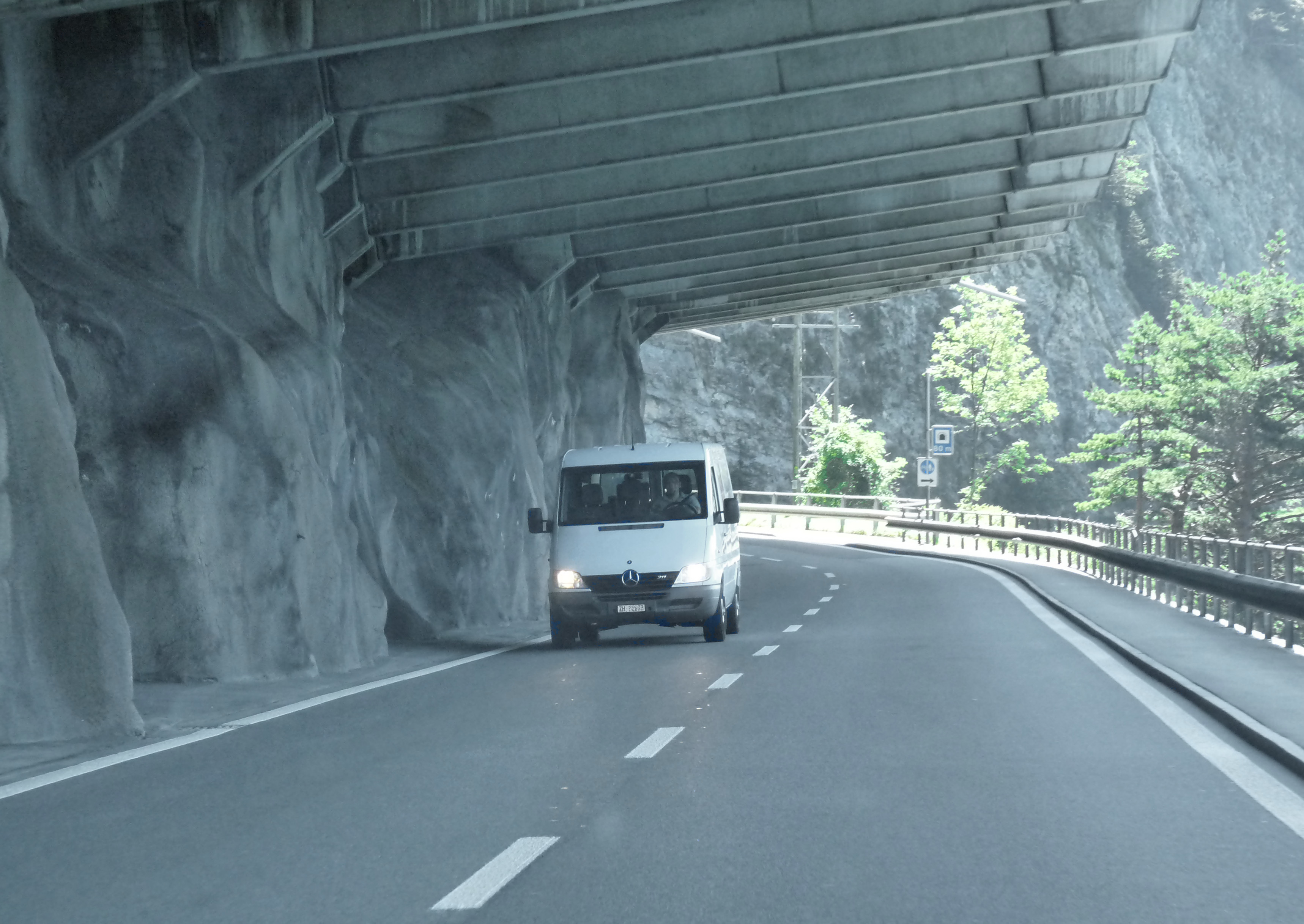
Steinschlagschutzgalerie

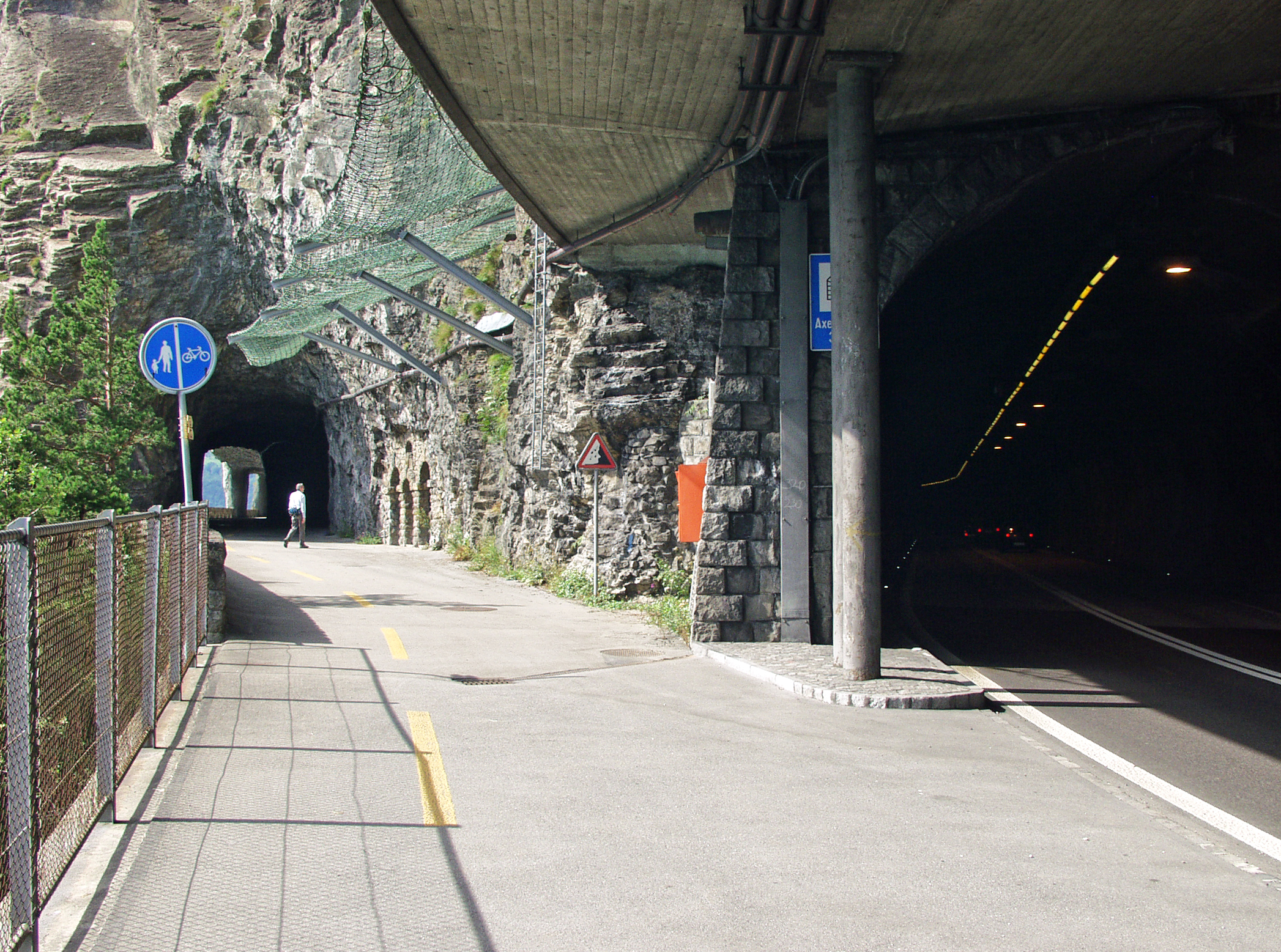
In vielen Bereichen wurde die Strasse in Tunnel verlegt. Der alte Verlauf dient als Rad- und Wanderweg.

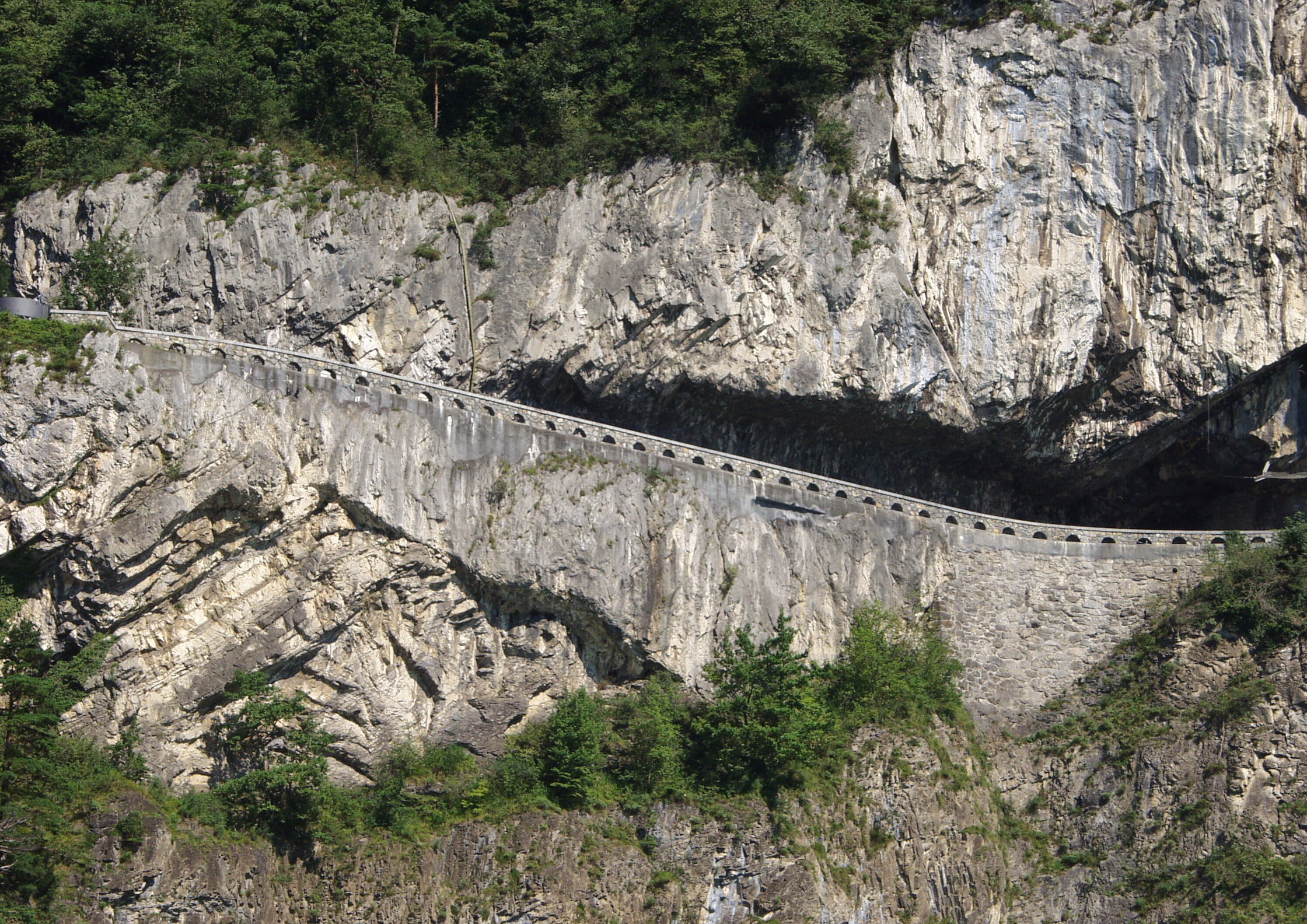
Ein ursprünglicher Teil der Axenstrasse. Heute verläuft der Teil in einem Tunnel.

Die Axenstrasse verbindet als Teil der Hauptstrasse 2 die Schweizer Orte Brunnen und Flüelen entlang dem Ostufer des Urnersees, dem südlichen Abschnitt des Vierwaldstättersees. Sie führt durch das Dorf Sisikon im Kanton Uri.
Das Bauwerk erhielt seinen Namen, weil es am Axen (auch Axenberg) entlangführt, der dem Urnersee zugewandten Seite des Voralpenbergs Rophaien. Die zweispurige Hauptstrasse ist Teil des Schweizer Nationalstrassennetzes 3. Klasse, trägt die Nummer N4 und ist an beiden Enden mit der A4 verbunden. Grosse Teile der Strasse führen durch Tunnels oder Steinschlaggalerien.
Für Velofahrende ist die Axenstrasse Teilstück der Nord-Süd-Route sowie der Alpenpanorama-Route. Das Bundesamt für Strassen (Astra) und der VCS Uri raten allerdings von der Benützung der Strasse ab, da eng und stark befahren. 2023 wurde der Abschnitt zwischen Brunnen und Sisikon aus Sicherheitsgründen im Sinne einer Pilotphase von Juli bis Oktober für Velos gesperrt. Es wurde ein kostenloser Bus-Shuttle eingerichtet.
Parallel zur Strasse verläuft die doppelspurige Strecke der Gotthardbahn, die zu den Schweizerischen Bundesbahnen gehört. In Altdorf UR verzweigt sich die Hauptstrasse in die Klausenpassstrasse und die Gotthardstrasse, die dem Urner Reusstal folgt.

## Geschichte
Der Bau der Strasse wurde erst 1861 möglich, nachdem genügend Fremdkapital für das Unternehmen gesammelt wurde und sich das Schweizer Militär mit Guillaume-Henri Dufour an der Spitze für den Bau ausgesprochen hatte. Für den Bau war, wie auch beim Furkapass und dem Oberalppass, der Genfer Offizier und Mathematiker Jean-Louis Aubert verantwortlich. Vor dem Bau der Axenstrasse mussten für den Verkehr über den Gotthardpass auf diesem Abschnitt sämtliche Personen und Güter auf Schiffe verladen werden. Es existierten nur mühsame Saumpfade entlang des Sees. Die Strasse wurde von mehrheitlich italienischen und österreichischen Bauarbeitern mit Schwarzpulver in den Berg gesprengt. Die Arbeiter errichteten Tunnel, Brücken und Galerien. Der Abschnitt Sisikon–Flüelen wurde 1864 eröffnet, der Abschnitt Sisikon–Brunnen 1865. Die Axenstrasse war der letzte Strassenabschnitt, der noch fehlte, um von Mailand nach Zürich zu kommen. Seither wurde die Strasse immer wieder neu ausgebaut sowie in Tunnel verlegt.
Als eigentlicher Erbauer dieses Strassenbauprojektes gilt der Urner Ingenieur, Landammann und Ständerat Karl Emanuel Müller (1804–1869). Er entwarf die Pläne und setzte sich über Jahre für die Realisierung des Projektes ein. Die Kosten beliefen sich auf 842 000 Franken. Davon trug 50 % der erst 13 Jahre davor gegründete Bundesstaat. 299 000 Franken musste der Kanton Uri tragen, der Kanton Schwyz 122 000 Franken. Der Ausbau und Unterhalt der Strasse war sehr teuer.
Innerhalb von 60 Jahren (2. Hälfte des 20. Jhs. – frühes 21. Jh.) wurden für den Ausbau, den Unterhalt und für die Sicherung der Axenstrasse vor Steinschlag und Lawinen über 300 Millionen Franken eingesetzt. Die Kosten trug der Bund. So wurde zum Beispiel die Strasse, die ursprünglich für Pferdefuhrwerke geplant war, in den 1930ern asphaltiert und erweitert, damit Automobile die Strasse nutzen konnten. Von 1975 bis 1990 wurde die Strasse umfassend gesichert und modernisiert.
Bereits 1880 beförderte die Gotthardpost mehr als 61 000 Reisende über die Axenstrasse, den Urner Talboden und über den Pass. Die Axenstrasse war bis ins Jahr 1928 gebührenpflichtig. Als technisches Meisterwerk war sie mitsamt ihren vielen Tunneln selbst ein Ziel von Touristen, die die Ausblicke auf den Urnersee, die Rütliwiese oder den Uri Rotstock genossen. Davon zeugen die zahllosen Ansichtskarten, die seit den 1890er-Jahren verkauft wurden und verschiedenste Partien der Strasse zeigen.
Immer wieder stürzen Felsmassen, ab und zu auch Lawinen, auf die Axenstrasse. Mitte der 1980er-Jahre war die Strasse nach einem grossen Felsabbruch während mehrerer Monate unterbrochen, sodass Sisikon nur noch per Eisenbahn oder Schiff mit dem restlichen Kanton Uri verbunden war. Anfang der 1990er drohte auf dem Schwyzer Abschnitt eine Felsnase auf die Strasse zu stürzen. Anfang Februar 1992 hatten Arbeiter einen neuen Felsspalt oberhalb der Axenstrasse am Ölberg nördlich von Sisikon entdeckt. Die Strasse musste gesperrt werden. Am 10. April 1992 wurde der Fels mit 4 700 Kilogramm Gelatine-Sprengstoff gesprengt. Dabei wurde die Lawinengalerie der Strasse schwer beschädigt und verschüttet. Der Fels stürzte zersplittert in den Urnersee. Eine befürchtete Flutwelle blieb aus. Die Sprengung wurde vom Schweizer Fernsehen live übertragen und zog zahlreiche Schaulustige aus dem In- und Ausland an. Die Strasse musste für mehrere Monate gesperrt werden um die Galerie neu zu errichten.
Eine weitere Sprengung fand am 21. Juli 2008 im Gebiet Axenrüti zwischen Sisikon und der Tellsplatte statt, nachdem ein grosser, neuer Felsspalt entdeckt worden war. 30 Bohrlöcher mussten mit 450 Kilogramm Sprengstoff gefüllt werden. 3 000 bis 4 000 Tonnen Gestein donnerten den Hang hinunter und kamen nach rund 600 Metern im Gumpischtal zum Stillstand. Kein Brocken erreichte die Strasse, die Bahnlinie oder den See. Die Strasse konnte am selben Tag wieder geöffnet werden. Am 10. Juni 2005 wurde der Flüelertunnel, ein 2,6 km langer Umfahrungstunnel, eröffnet nach 6 Jahren Bauzeit. Ende Juli 2019 musste die Strasse erneut gesperrt werden. Zwei grosse Felsblöcke drohten auf die Axenstrasse zu fallen. Kontrollierte Sprengungen waren erfolglos geblieben. Sisikon war vom Rest des Kantons Uri abgeschnitten, bis der gesperrte Abschnitt Mitte September wieder freigegeben wurde. Doch bereits Anfang Oktober kam es erneut zu einem Felssturz mit Murgang, sodass die Strecke wieder unterbrochen werden musste. Ab dem 29. September 2024 wurde der Abschnitt zwischen der Tellsplatte und Flüelen für die Sicherheitssprengungen vom 4. Oktober 2024 gesperrt. Der Abschnitt soll voraussichtlich bis spätestens am 13. Oktober 2024 wieder geöffnet werden.

## Planungen
Zwischen 2021 und 2029 wird die Axenstrasse in mehreren Etappen weiter ausgebaut. Der 2898 Meter lange Morschacher Tunnel beginnt im Norden beim Anschluss Ingenbohl und endet beim Südportal von Ort. Damit wird Brunnen neu umfahren. Mit dem 4442 Meter langen Sisikoner Tunnel von Ort im Norden bis Gumpisch im Süden soll in erster Linie das Dorf Sisikon nachhaltig vom Durchgangsverkehr entlastet werden. Zwischen den beiden Tunnels wird die offene Strecke Ort neu gebaut. Der Strassenabschnitt ist 120 Meter lang und verläuft in einem Hanganschnitt auf der Höhe der bestehenden Axenstrasse. Die bisherige Axenstrasse bleibt indessen bestehen und wird für Touristen, Radfahrer und Fussgänger aufgewertet und sicherer gemacht. Sie soll nach Eröffnung der neuen Strasse für weitere 50 Jahre vom Bund unterhalten werden. Erst 2080 ist es geplant die Strasse als Kantonsstrasse an Uri und Schwyz zu übergeben. Der Ausbau der Axenstrasse soll 980 Millionen Franken kosten. Davon will 916 Millionen Franken der Bund übernehmen, der Anteil von Schwyz beträgt 56 Millionen Franken, der von Uri 8 Millionen Franken, da der Neubau sich primär auf Schwyzer Gebiet befindet.
Der Sisikoner Tunnel soll bis 2029 fertiggestellt werden. Er soll auf der gesamten Länge im Sprengvortrieb im Vollausbruch erstellt werden. Aufgrund der schwierigen Lage ist ein Vortrieb von den Portalenden nicht möglich. Geplant ist es, einen Zwischenangriff mit Namen «Dorni» zu erstellen. Von diesem Zwischenangriff aus wird der Tunnel gleichzeitig nach Norden und nach Süden vorangetrieben. Bei dem Zwischenangriff soll es sich um einen Erschliessungstunnel südlich von Sisikon handeln. Die gesamte Versorgung und Entsorgung von Material soll über diesen Erschliessungstunnel erfolgen. Auch die Belüftung wird über diesen realisiert werden. Später wird der Tunnel zur Entwässerung genutzt. Der Antransport von Material soll über die Axenstrasse erfolgen, der Abtransport über Schiffe. Dafür sind eine Schiffsanlagestelle, Förderbänder und Übergabestellen notwendig. Ein separater Sicherheitsstollen ist nicht geplant. Unter der Fahrbahn soll ein Fluchtweg angelegt werden, der über Treppen zu erreichen ist. Eine separate Sicherheitsröhre wäre technisch zu aufwendig und finanziell nicht zu vertreten. Das Nordportal ist im Weiler «Ort» nördlich von Sisikon geplant, das Südportal in «Gumpisch».